# Reitano
Reitano ist eine Gemeinde der Metropolitanstadt Messina in der Region Sizilien in Italien mit 716 Einwohnern (Stand 31. Dezember 2023).

## Lage und Daten

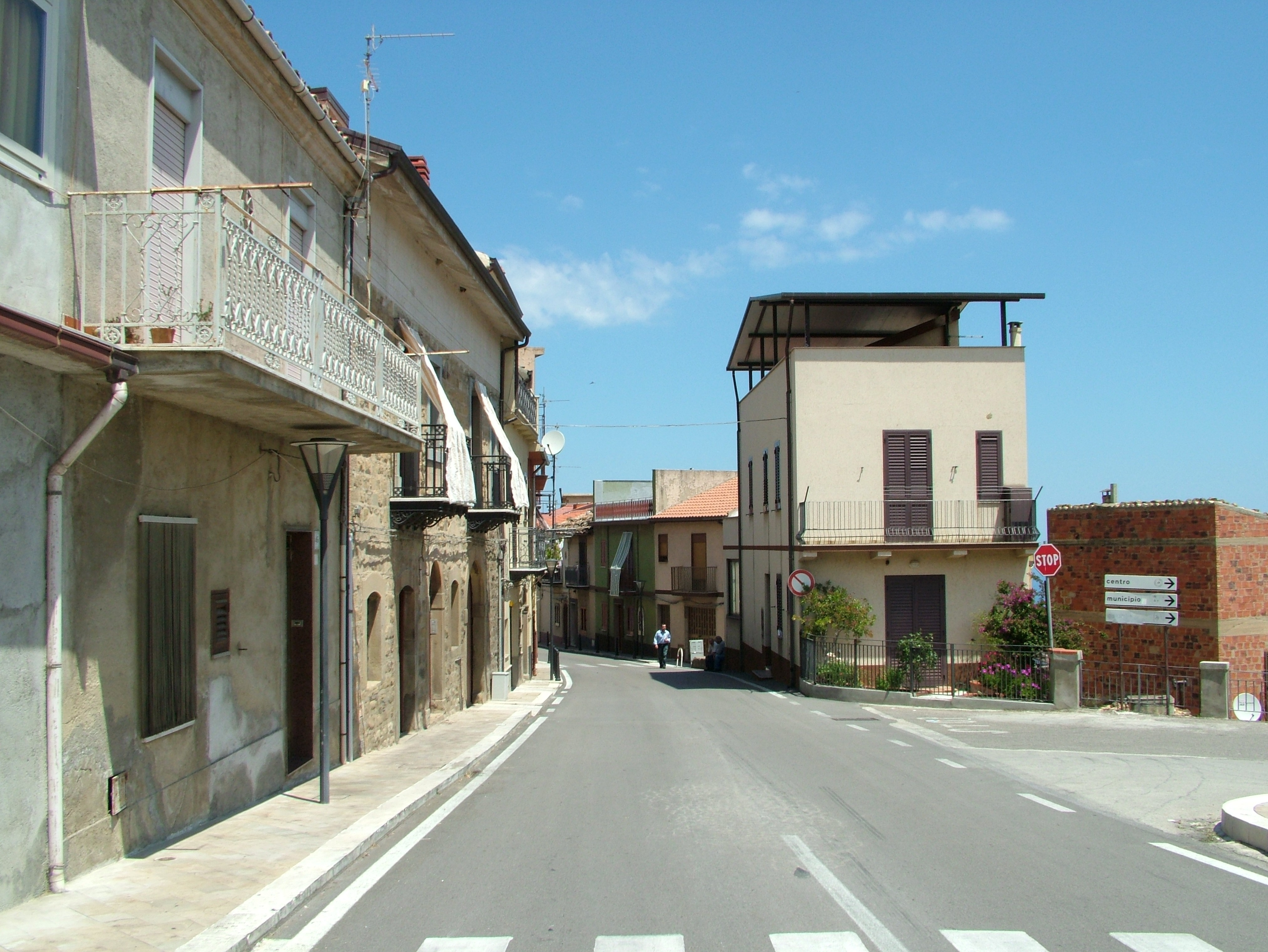
Straße in Reitano

Reitano liegt 136 km westlich von Messina. Die Einwohner arbeiten hauptsächlich in der Landwirtschaft.
Die Nachbargemeinden sind: Mistretta, Motta d’Affermo, Pettineo und Santo Stefano di Camastra.

## Geschichte
Der Ort entstand im Mittelalter. Das genaue Gründungsjahr ist nicht bekannt.

## Sehenswürdigkeiten
- Kirche del Carmine, erbaut im 17. Jahrhundert nach alten Plänen